# Melastoma beccarianum
Melastoma beccarianum är en tvåhjärtbladig växtart som beskrevs av Célestin Alfred Cogniaux. Melastoma beccarianum ingår i släktet Melastoma och familjen Melastomataceae. Inga underarter finns listade i Catalogue of Life.